# Austroagalloides obliquus
Austroagalloides obliquus är en insektsart som beskrevs av Walker 1858. Austroagalloides obliquus ingår i släktet Austroagalloides och familjen dvärgstritar. Inga underarter finns listade i Catalogue of Life.